# Olympische Sommerspiele 1904/Leichtathletik – Mannschaftslauf (Männer)
Der 4-Meilen-Mannschaftslauf der Männer bei den Olympischen Spielen 1904 in St. Louis wurde am 3. September 1904 im Francis Field ausgetragen.
Es ist aus den Quellen nicht zweifelsfrei ersichtlich, ob das Rennen im Stadion oder als Querfeldeinlauf ausgetragen wurde. Die Streckenlänge von vier Meilen entspricht 6437,32 Metern. Zu jeder Mannschaft gehörten fünf Läufer, deren Platzziffern zum Gesamtergebnis addiert wurden. Beide Mannschaften wurden vertreten durch die US-amerikanischen Leichtathletik-Klubs aus New York und Chicago, wobei der Franzose Albert Corey Mitglied des Teams von Chicago war. Mit einem Punkt Vorsprung siegte der New York Athletic Club vor der Chicago Athletic Association.

## Ergebnis
| Platz | Land                                                          | Athlet | Punkte |
| ----- | ------------------------------------------------------------- | --- | ------ |
| 1     | USA (New York Athletic Club)                                  | Arthur Newton (1.) George Underwood (5.) Paul Pilgrim (6.) Howard Valentine (7.) David Munson (8.)               | 27     |
| 2     | Gemischte Mannschaft USA / FRA (Chicago Athletic Association) | James Lightbody USA (2.) Frank Verner USA (3.) Lacey Hearn USA (4.) Albert Corey FRA (9.) Sidney Hatch USA (10.) | 28     |

Die Ziffern hinter den Namen geben die Platzierung des Läufers im Rennen an. Arthur Newton war klar überlegen und überrundete alle anderen Läufer. Seine Siegerzeit ist mit 21:17,8 min angegeben. Für Platz 2 und 3 geben zeitgenössische Quellen zum Teil die umgekehrte Reihenfolge an, was jedoch auf das Mannschaftsergebnis keine Auswirkungen hat.